# Charles G. Bennett

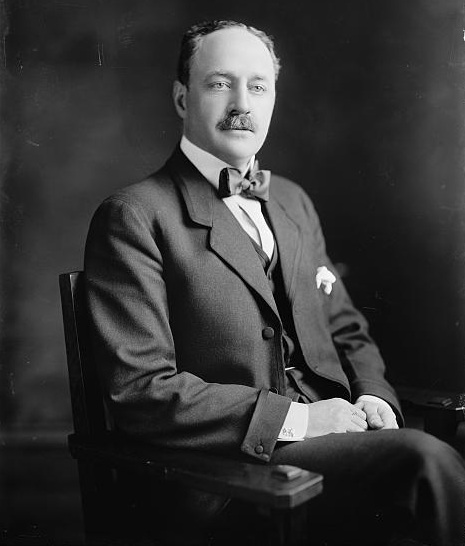
Charles G. Bennett

Charles Goodwin Bennett (* 11. Dezember 1863 in Brooklyn, New York; † 25. Mai 1914 ebenda) war ein US-amerikanischer Jurist und Politiker. Zwischen 1895 und 1899 vertrat er den Bundesstaat New York im US-Repräsentantenhaus.

## Werdegang
Charles Goodwin Bennett wurde während des Bürgerkrieges in der damals noch eigenständigen Stadt Brooklyn geboren und wuchs dort auf. In dieser Zeit besuchte er öffentliche Schulen. Er graduierte an der Broogklyn High School und 1882 an der New York Law School. Seine Zulassung als Anwalt erhielt er im selben Jahr und begann dann in Brooklyn zu praktizieren. Politisch gehörte er der Republikanischen Partei an.
Im Jahr 1892 erlitt er bei seiner Kandidatur für einen Kongresssitz eine Niederlage. Zwei Jahre später wurde Bennett im fünften Wahlbezirk von New York in das US-Repräsentantenhaus in Washington, D.C. gewählt, wo er am 4. März 1895 die Nachfolge von John H. Graham antrat. Nach einer erfolgreichen Wiederwahl erlitt er im Jahr 1898 bei seiner erneuten Kandidatur eine Niederlage und schied nach dem 3. März 1899 aus dem Kongress aus.
Er war vom 29. Januar 1900 bis zu seinem Rücktritt am 3. März 1913 als Secretary im US-Senat tätig. Danach kehrte er nach Brooklyn zurück, wo er in den Ruhestand ging. Er starb am 25. Mai 1914 und wurde auf dem Evergreen Cemetery beigesetzt.